# Highballglas

Ett highballglas.

Highballglas är ett dricksglas som används för blandade drinkar. Det är rakt och högt och bör rymma  mellan 24 och 45 centiliter.
Namnet på glaset lär ha sitt ursprung i 1800-talets amerikanska bollformade järnvägssignal som visade lokförararen att linjen var klar och att han kunde köra med full fart. Begreppet highball sägs ha myntats av bartendern Patrick Duffy i New York, för hastigheten med vilken en drink kan blandas.  Highballdrinkar, som klassiskt består av whisky och sodavatten, serveras traditionellt i ett högt glas med is.